# Slava (revija)
Debatni list Slava je bil med letoma 1987 in 2003 "občasni organ debatne krožka slavistov Filozofske fakultete v Ljubljani".

## Kazalo
- Slava I/1 (1987)
  - Figure interpretacije - Ivan Cankar: Ponesrečen feljton: Miran Hladnik, Pomenljivost naslova in dvojna ironija (7), Marko Juvan, Literarno hrepenenje in rožniška gostilna (10), Rajko Korošec, Nas lovi naslov (16), Erika Kržišnik, Znotrajpovedno povezovanje pripovednih ravnin (21), Vlado Nartnik, H govorni gradnji Cankarjevega Ponesrečenega feljtona (25)
  - Peter Weiss, Benedikt Kuripečič in njegov potopis (27)
  - Vlado Nartnik, Herman de Carinthia (38)
  - Erika Kržišnik, Prenovitev kot inovativni postopek (49)
  - Rosana Čop, Ljudska etimologija (57)
  - Bożena Ostromęcka in Tone Pretnar, O zeszycie próbnim Słownika słoweńsko-polskiego (62)
  - Tone Pretnar, Limerik — spodbuda za grafomanijo (63)
  - Tone Pretnar, Obrabljen tok besed se sunkoma ustavlja (68)
- Slava I/2 (1987)
  - Nartnikovo pero med besedilom in smislom: Smisel napisa na prvem sonetu po Sonetnem vencu (75), K razlagi rim v Prešernovem Pevcu (85), K izvoru in razvoju povedke Zlatorog (93), Še nekaj o Hermanu s Koroškega (110)
  - Bližnja daljna srečanja terminološke vrste: 
    - Marko Juvan, Problem prevzemanja literarnoteoretičnega izrazja (na primeru teorije transtekstualnosti) (115),
    - Diskusija (131),
    - Gradivo za slovar literarnoteoretičnega slovarja: Kmečka povest (Miran Hladnik), Mickiewičevska kitica (Tone Pretnar)(134)

  - Med besedo in besedilom: 
    - Bożena Ostromęcka in Tone Pretnar, O prevajanju Moletovih pesmi v poljščino (138),
    - Rosana Čop, Izrazi za pojem "gozd" na Zgornjem Gorenjskem in njihova današnja raba (152),
    - Rosana Čop, Novejši narečni besedili (Gorje pri Bledu) (157)

  - Blišč in beda slovenskega slovstvenega pouka: Boža Krakar Vogel, Nekatera vprašanja in naloge slovenske književne didaktike (163), Diskusija (175)
  - Računalnik naš vsakdanji: Miran Hladnik, Računalnik za slavista (178), Primož Jakopin, Besedna analiza z računalnikom (na primeru Kosmačevega Pomladnega dne) (183)
  - Tje bomo najdli pot ...: Milan Butina, Likovni jezik - je ali ni (184), Diskusija (188)
  - Onkraj ...: Tone Pretnar, Pa te ustavi ajd iz kamna (190)
  - Listek (194)
- Vukova Slava I/3 (1987)
  - Janez Rotar: Ob 200-letnici Vuka Stefanovića Karadžića (3)
  - Janko Jurančič:  Vuk Stefanović Karadžić (1787–1864) (9)
  - Janez Rotar: Odnos slovenskih besednikov do štokavskega idioma in novoštokavskega knjižnega standarda (19)
  - Alojz Jembrih: Vukovo djelo kod Matije Valjavca i nekih ilirskih gramatičara (39)
  - Vladimir Osolnik: Vuk in Slovenci (50)
  - Vesna Požgaj-Hadži: Vuk u čitankama slovenskih osnovnih i srednjih škola nekad in danas (73)
  - Mila Vujević: Prikaz nastavnog sata posvećenog Vuku [...] (82)
- Slava II/1 (1987/88)
  - Janez Dular, Dva pravopisna samospeva (6)
  - Alojz Jembrih, Ljubav prema domćoj riječi (13)
  - Boža Krakar Vogel, Pouk književnosti in jezikoslovje (21)
  - Tine Kurent, Število v slovenski literaturi (34)
  - Albinca Lipovec, Stolpec (44)
  - Marjeta Lubej, Analiza uredniških posegov, ki se tičejo veznika pa v noveli Prežihovega Voranca Ljubezen na odoru (52)
  - Vlado Nartnik, Stava zaimkov v klitičnih nizih (67), Od oosebitev do pookolitev (71), Med fonemi in sindemi (79), Diskusija (86), Slovarček manj znanih terminov (87)
  - Bożena Ostromęcka Frączak, Pełnejwerwy Słowence (89)
  - Tone Pretnar, Samo v prid, pesništvo, je tebi groza (O anapestnem dvanajstercu v izvirniku ter poljskem in slovenskem prevodu Mandelštamovega Leningrada (100)
  - Listek (109)
- Slava II/2 (1987/88)
  - Figure interpretacije - Simon Kardum: Revolucija, partija in Šeligova Ana (117), Diskusija: Od norosti do norosti (135)
  - Filologija oživljenja - Vlado Nartnik: Hermanova Vera
  - Med besedo in besedilom - Erika Kržišnik: Frazeološko gradivo v Slovarju slovenskega knjižnega jezika (143), Vlado Nartnik:H knjižnim in neknjižnim besednim oblikam v Prešernovih pesmih (163), Miran Hladnik: Kako je z dolžino slovenske daljše pripovedne proze (171), Vlado Nartnik: Ivan Cankar med Solovjovom in Orwellom (175)
  - Blišč in beda našega pouka - Vesna Požgaj Hadži: Analiza pisanih grešaka učenika i studenata kojima je slovenski materni jezik(186), Julia Bates, Sabina Grahek, Miran Hladnik, Urška Krevs, Mateja Povalej: Pisati - kako in čemu?
  - Tje bomo najdli pot - Marijan Dolgan: Kaj se lahko še skriva v številkah? (222), Marc L. Greenberg: On mechanisms of linguistic change: A study in Russian historical phonology (228)
  - Onkraj - Rajko Korošec, Tone Pretnar: Stopnjevanje iste kompozicijske in semantične pripovedi (231), Aleš Bjelčevič: O uporabi "matematike" (234), Marijan Pušavec: Srečko Kosovel - slovenski klasik (239)
  - Listek (243)
  - Letno kazalo (116)
- Slava II/plus (1987/88)
  - Boža Krakar-Vogel, Možni cilji in metode tekmovanja za Cankarjevo priznanje (3)
  - Niko Grafenauer, Ljubezen (iz zbirke Skrivnosti) (12)
  - Vlado Nartnik, Poskus branja (13)
  - Kajetan Kovič, Bela pravljica (iz izbora Pesmi) (15)
  - Marko Juvan, Svet kot besedilo, besedilo kot bedbesedilo (16)
  - Gregor Strniša, Želod (iz istonaslovne zbirke) (22)
  - Miran Hladnik, Kaj se izlušči iz želoda (24)
  - Rajko Korošec, V želodu je zelena prikazen hrasta (27)
  - Erika Kržišnik, Kapica ima fantička (Razmerje med zunanjo in notranjo formo) (34)
  - Irena Novak-Popov, O vesoljski zavesti (44)
  - Tone Pretnar, O verzu in kitici (51)
- Slava III/1 (1988/89)
  - Parodija - Marko Juvan, Odprto pismo "Slavi" o parodiji (3)
  - Figure interpretacije - Silvija Borovnik, Knjižica za slučajne učence eksotičnega jezika (11), Stanko Klinar, Kritiška "eksotika" Silvije Borovnik (12), Tone Pretnar, Narobesvetpisava (13), Silvija Borovnik, Kako je kaj s Parodijo, resneži? (13), Stanko Klinar, parodija a la Sylvia (13), Miran Hladnik, S pepelom se posipa avtor (14), Boža Krakar-Vogel, Možna pestrost sprejemanja (15), Erika Kržišnik-Kolšek, Ocena nastajajočega eksotičnega publicističnega besedila (19), Albinca Lipovec, Zmeda kot del strategije. Diskusijski prispevek (25), Tone Pretnar, V jeziku tekst in v tekstu jezik se zatika (28), Rajko Korošec, Razumejo, a se ne strinjajo (30), Miran Hladnik, Komunikacijski nesporazum (34), Silvija Borovnik, Šnelkurs o parodiji (37), Diskusija (46)
  - Onkraj - Marc L. Greenberg, Something New in Old Church Slavic: The San Diego Inscriptions (48), Joža Čop, Bohinske Bukuaza ali Besednak (odlomek) (52), Tone Pretnar, Šantav Pegaz moj (54)
  - Filologija oživljena - Vlado Nartnik, Šest ljudskih legend ob eni romanci (59), Vlado Nartnik, Začetna motivika ustnega slovstva (70), Dejan Černigoj, Poskus primerjave in ocenitve prevodov Resignacije Adama Mickiewicza v slovenski jezik (84), Albinca Lipovec, Jaroslav Seifert a jeho tvorba ve Slovinsku (94)
  - Literarni leksikon - Miran Hladnik, Podlistek (105)
  - Listnica (107)
- Slava III/2 (1988/89)
  - Filologija oživljena - Vlado Nartnik, Predjezikovne in jezikovne prvine vednosti v duhovni prazgodovini (111)
  - Med besedo in besedilom - Katarina Bogataj-Gradišnik, Odmevi sentimentalnega potopisa v slovenski meščanski prozi (121), Katja Šturm-Schnabl,Ivan Cankar's "Gospa Judit", eine Frau rebelliert (127), Zdisław Darasz, Tropem ewoluciji małych form słowenskiego dramatu ekspresjonistycznego (144), Marija Hribar, Ženski liki v Pregljevi prozi (157)
  - Tje bomo najdli pot - Claude Vincenot, Slovansko naglaševanje (166), Peter Weiss, Odzadnji slovar slovenščine Eferide Mader (186)
  - Onkraj - Alojz Jembrih, Uz rub knjige Trubar in južni Slovani (198), Albinca Lipovec, Dvoje ocen iz čeških časopisov (224), Vladimir Osolnik, Čevljar in hudič Augusta Šenoe v Pretnarjevem mprevodu (229)
  - Bibliografija - Mateja Povalej, Seznam diplomskih nalog (243)
  - Listnica (247)
- Slava IV/1 (1989/90)
  - T.P: V tercinah štirih naj se zaokroži (3)
  - Matjaž Kmecl: Kdo neki je V. K. (4)
  - Albinca Lipovec: Tavžentroža ali pogled na Viktorja Kudĕlko (13)
  - Viktor Kudĕnko: Ilirizem (20)
  - Med besedo in besedilom - Vlado Nartnik: Pravljice in uganke (25), Vlado Nartnik: K narečnim prislovom ponjer in tenčas (27), Zlata Šundalić: Pjesničke figure u tekstu Ivana Cankarja Romanca o sreči (30), Tine Kurent: Kdo je bil Cankarjev Signor Antonio (44), Niko Jež, Tone Pretnar: Słowenskie przekłady z twórczości Marii Dąbrowskiej: motywacja wyboru i uvarunkowanie recepcij tłumaczeń (46)
  - Blišč in beda slovenskega pouka - Vlado Nartnik: Šolski razbor in členitev glagolskega stavka (54), Boža Krakar-Vogel: Študijsko gradivo za nekatera književnodidaktična vprašanja (vsebina in izbor literature) (74)
  - Tje bomo najdli pot - Nil S. Gilevič: Venček slovenskih (prevedel Milan Dolgan) (79). Tone Perčič: Bibliografija prisotnosti italijanske književnosti pri nas (88), Alojz Jembrih: Još uz rub knjige Trubar in južni Slovano (108)
  - Listek (120)
- Slava IV/2 (1989/90)
  - Slovenš'na cela ... v tujih očeh - Gisela Faulstich: Lastna imena v prevodih (123), Han Steenwijk: Morfologija iz furlanščine izposojenih samostalnikov v rezijanskem narečju (135), Zlata Šundalić: Mit o Lepi Vidi (ali način branja Cankarjeve drame) (138), Maja Vlahović: Etnonim Vlah v srbohrvaščini in slovenščini (144)
  - Slovenš'na cela ... v lastnih očeh - Ljubica Črnivec: Sestava tematske učne ure o vremenu (157), Erika Kržišnik: Frazeologija po seminarsko (162), Tone Pretnar: Ta igra se bo igrala še naslednje leto (169), Martina Križaj-Ortar, Mihael Bregant: Center za slovenščino kot drugi jezik (173), Marja Brešter: Kdo se je udeležil Poletne šole 1988 (184), Andreja Gantar: Besede v igri (188), Metka Čuk: Celoletni intenzivni tečaj slovenščine za tujce (193), Metka Čuk: Nekaj opažanj o pouku slovenskega strokovnega jezika za tujce (198), Marijan Pušavec: Učitelj slovenščine "na službi v JLA" (200)
  - Figure interpretacije: Bartol oživljeni - Marko Juvan: O postmodernističnih optičnih prevarah (203), Irena Doljak: "Izpremešane ligirunge" novel Al Araf v romanu Alamut (221), Irena Novak-Popov: Citat perzijske književnosti v Alamutu (235), Dorian Keržan: Kartezijanski dvom Hasana Ibn Sabe (248), Grega Kališnik: Norost skrivnosti ali o razmerju do predpostavljene resničnosti (257)
  - Vabilo namesto listka (270)
  - Letno kazalo (271)
- Slava V/1 (1990–91)
  - T. P.: Slavljenki in slavljencu (4)
  - Filologija oživljena - Tone Pretnar: Približevanje sakralnega besedila govorjenemu jeziku v slovenskem srednjeveškem pesništvu (Teze) (7), Betka Trunkelj: Zgodovina besedotvorja v slovensko pisanih slovnicah slovenskega jezika (9), Tone Perčič: Dante v Zoisovem krogu (28)
  - Med mero in smislom - Tine Kurent: Plečnikov prevod Balantičevih verzov o trohnečih vencih v gematrični jezik (36)
  - Nartnikovo pero med besedilom in smislom - Vlado Nartnik: Kje so začetki slovenskega Korotana? (41), Vlado Nartnik: Koledarsko zaledje nekdanje lipe v Ljubljani (46), Vlado Nartnik: Glagol biti v Brižinskih besedilih (52)
  - Med besedo in besedilom - Irena Orel-Pogačnik: Govorica besed—Paberki po Kastelec-Vorančevim in Hipolitovem slovarju iz začetka 18. stoletja (58), Karmen Kenda - Jež: Ka'ku: 'rečema n̩ pa ka'ku: sma d'ja:l (Ob zbiranju gradiva za narečni slovar) (73)
  - Blišč in beda slovenskega slovstvenega pouka - Marko Juvan: Vrt s potmi, ki se cepijo: marginalije o pouku književnosti (80)
  - Listnica - Iz društvenega življenja (83)
- Slava V/2 (1990–91)
  - Med besedo in besedilom - Vlado Nartnik, Poskus medmetne izpeljave naklonov in načinov (89), Vlado Nartnik, Podlaga in razsežnosti ponavljanja predlogov (95)
  - Figure Interpretacije - Andrej Šurla, Vezi Jarčeve povesti Jalov dom z njegovo pesniško besedo (104)
  - Filologija oživljena - Vlado Nartnik, Perečenje priimkov in imen v ljudskih pesmih o Lambergarju (118), Vlado Nartnik, Od desete hčere do kralja Matjaža (123), Tone Pretnar, Bialoszewskiego i Taufera horyzonty jezyka i granice tekstu (130)
  - Odmevi - Alenka Glazer, Na novo prevedena Mandelštamova pesem Leningrad (138)
  - Listek - Popravek (141)
- Slava VI/1 (1992–93)
  - Pravopisna premišljevanja - Marja Bešter: Ali pišemo imena zdravil z veliko ali malo začetnico? (3), Erika Kržišnik: Pravopis v slovenski državi in slovenskem jezikoslovju (8), Anton Schellander: Cum ira et studio vel/ali s srcem in umom, Razmišljanja ob Slovenskem pravopisu 1990 (18)
  - Filologija oživljena - Vlado Nartnik: Poskus glagolično-latiničnega prepisa brižinskih besedil (#"), Vlado Nartnik: Iskoni bäslovo (44), Vlado Nartnik: Eke bi däd'ḃ našḃ ne sḃgräšilḃ (50)
  - Med besedo in besedilom - Gorazd Beranič, Peter Svetina: Goga =–m (56), Jerica Vogel: Haškov "Uvod" v roman "Prigode dobrega vojaka Švejka v svetovni vojni" v prevodih Jožeta Zupančiča in Hermana Vogla (71)
  - Listek (91)
- Slava VI/2 (1992–93)
  - Tone Pretnar, Lepa pesmica se piše na lep papir (2)
  - Ušel je smisel misli topli - Vlado Nartnik, Poskus razbora Tonetove grafomanije (6), Marko Juvan, O prvih dveh zbirkah kontrafakturnih parodij (9), Aleš Bjelčevič, Še ena interpretacija Konsa 5 (20)
  - Glas inštitucije (27)
  - Med nami ni bilo velikih besed - Ludvik Kaluža, Dragi sošolec, dragi prijatelj, dragi Tonček! (29), Emil Tokarz (31), Ptere Smuk (34)
  - A redko se rodi ključar - Veno Dolenc, Rebus (Antonu Pretnarju), Dnevnik (36), Matjaž Kmecl, Epitaf za Toneta Pretnarja, Delo (37), Niko Jež, Ob slovesu od Toneta Pretnarja, Dnevnik (38), Miran Hladnik, Tone Pretnar, Gorenjski glas (39), Miran Hladnik, In memoriam Tonetu Pretnarju, Slovenske novice (40), Franci Zagoričnik, Tudi ti, Tone Pretnar!, Gorenjski glas (41), Mihael Bregant, Dr. Anton Pretnar: Življenje pozna bolj fantastične zgodbe kot romani, Mladina (42), Peter Svetina, Umrl je Tone Pretnar, Slovenec (43), Peter Kolšek, Umrl je dr. Tone Pretnar, Delo (43), Aleš Bjelčevič, V spomin dr. Tonetu Pretnarju, Republika (44), Janez Kikel, V spomin dr. Tonetu Pretnarju, Rado Tržič (45), Vinko Škafar, Umrl je dr. Tone Pretnar, Družina (47), Odejście przyjaciela, Dziennik Zachodni (48), Umrl je Tone Pretnar, Dnevnik (49), Zamrł Tone Pretnar (49), Zdislaw Darasz, Tone Pretnar 9 VIII 1945 - 16 XI 1992, Za Pamiętnik słowiański (50)
  - Naslovnik brez hišne številke - Albinca Lipovec, Dragi Tone (54), Kita Bicevska (57), Alenka Koren (58)
  - Sejal v nebo bom svojo kri - Miha Mahor, S Tonetom skozi dijaška in študentska leta: Spominski drobci (59), Franc Jakopin, Tone Pretnar kot študent ruščine 1964-1967 (65), Zdzisław Darasz, Koledar najinih poslednjih srečanj (67), Julian Kornhauser (71), Stjepan Damjanović (73), Waclaw Twardzik, Wspomnienie (75), Erika Kržišnik, Podoba in strip (78), Boža Krakar-Vogel (81), Francka Premk, Srečanja v desetletnih razdobjih (83), Miran Hladnik, Eno Tončkovo pismo iz leta 1985 (85), Silvija Borovnik (88), Mladen Pavčić (90), Peter Weiss, Tončku zapisano v slavo (čeprav je on bolje pisal v našo) (93), Andrej Rozman, Spomin na moja srečanja s Tonetom Pretnarjem (95), Irena Novak.Popov, Bližanja (98), Mojca Terseglav Seliškar (100), Andraž Kikel, Moj prijatelj Tone (101), Barbara Suša (102), Slavo Šerc, Spomin na zadnje srečanje s Tonetom Pretnarjem (103)
  - Labodji spev - Drago Papler, V sotočju Bistrice in Mošenika, Slovenec (104), Jože Pavlič, Tržič v stihih in fotografijah, Družina (105)
  - Listek (106)
- Slava VII/1 (1993–94)
  - Pravopisna premišljanja - Alenka Gložančev, Vprašanja velike začetnice pri pridevniku BOŽJI (3), Alenka Gložančev, Pisava nazivnih in funkcijskih določil v posebnih besedilnih položajih (8), Peter Weiss, Uvrščanje priimkov s predimski v enciklopedična in slovarska dela (18), Stanko Klinar, Materinščina obvarovana? (Spust v vrtinec slovenskih predložnih imen) (30)
  - Slovenska slovnica drugače - Vlado Nartnik, Naglasna podoba osnovnih glagolnikov v knjižni slovenščini (41)
  - Filologija oživljena - Vlado Nartnik, Kocka je vržena (47)
  - Srečanje tretje vrste - Simona Klemenčič, Mali poljsko-slovenski slovarček napomembnejših raznospolnih tujk istega izvora (59), Marco Jarc, Začetna prevodna dejavnost Andreja Budala (66)
  - Bibliografija - Barbara Kuret, Bibliografija Matije Malešiča (71)
  - Topi in grdi - Janina Šifrer, Metoda Igorja Grdine v članku Začetki slovenske književnosti med protestantsko in katoliško reformacijo (79), Mateja Strbad, Metoda Toporišičevega članka Jakoba Riglerja teza o začetkih slovenskega knjižnega jezika (91), Robert Cazinkić, Riglerjev način pisanja in dokazovanja (99)
  - Onkraj - Marc L. Greenberg, O.K. (102)
  - Listek (104)
- Slava VII/2 (1993–94)
  - Pravopisna premišljanja - Peter Weiss: Pomišljaj in vezaj v Slovenskem pravopisu 1994 (108)
  - Filologija oživljena - Štefan Kržišnik: Antična snov v slovenski zgodovinski pripovedni prozi 1. polovice 20. stoletja (123), Alojz Jembrih: Neko Pleteršnikovo pismo Vatroslavu Oblaku (132)
  - Med mero in smislom - Peter Svetina: Grafomanija (135), Bernarda Podlipnik: Duhovniška povest (157)
  - Bibliografija - Bernarda Rovtar: Bibliografija Jožefa Urbanije (172), Bojana Bedene: Bibliografija Ivana Trošta (192), Neža Cigüt: Bibliografija Marije Kmet (210)
  - Listek (215)
- Slava VIII/1–2 (1994–95)
  - Ex oriente lux - Julija Sozina: Filosofija hudože stvennogo obraza (po romanu Rudi Šeligo "Triptih Agaty Švarckobler") (3), N. Kurilo: Filosofskaja problematika v romane V. Zupana "Menuet dlja dvadcatipjatizarjadnoj gitary" (16), Viktorija Gyrko: V poiskah čudesnogo - vplot' do glubin podsoznanija (25)
  - Pravopisna premišljanja - Marta Kocjan: Iz majhnega raste veliko (31), Alenka Gložančev: Napotek k dragocenim prispevkom o pisavi pridevnika božji (37), Stanko Klinar: Pravopisne razpoke (40)
  - Filologija oživljena - Vlado Nartnik: Božanska komedija v luči slovenske ljudske legende (51), Vlado Nartnik: Od bitke pri Frigidu do soške fronte (53)
  - Odmevi Alenka Gložančeva: Škrabčevi dnevi in Slovenske zapovedi iz leta 1922 (58)
  - Listek (63)
- Slava VIII_plus (1994–95)
  - Erika Kržišnik: Uvod v "seminarsko" Slavo (67)
  - Slovenš'na cela ... ... v tujih očeh - Prispevek lektorata k slovenskemu jeziku, literaturi in kulturi (70), Milada Nedvědová: Skrb za jezik od Levstika do Breznika (71), Božena Ostromęcka-Frączak: Nekaj besedotvornih pojavov v sodobni poljščini (75), Duša Hibon Zgonec: Semantična primerjava francoskih in slovenskih pregovorov (82), Agnieszka Będkowska: Pojem doma v slovenščini in poljščini (85), Brigitte Busch: Dvojezična šola na Koroškem (94), Michael Reichmayr: Katere jezikovne elemente najdemo v kravjih imenih (99)
  - Al' prav se piẛhe ... - Stanko Klinar: Slovene ali Slovenian? (105), Tine Kurent: Mizogin (106)
  - Listek (107)
- Slava IX/1 (1995–96)
  - Pravopisna premišljanja - Alenka Gložančev, Nekaj pripomb k Teoretični podstavi slovarja novega SP (3)
  - Slovenska slovnica drugače - Andreja Žele, O določanju skladenjskih vlog predlogom (16), Vlado Nartnik, Slovniško-slovarska delitev samostalnikov (26)
  - Filologija oživljena - Vlado Nartnik, Jajce več od pute ve (31)
  - Nekoč je bilo - Pet uredniških pisem Marje Boršnikove izpred treh devetljetij (Ob 90-letnici njenega rojstva) (33), Miran Hladnik, Pred natanko desetimi leti (Dve pismi uredniku Zbranih del slovenskih pesnikov in pisateljev) (38)
  - Če slavist na rajžo gre - Vladimir Osolnik, Slavist v Pulju (41), Vladimir Osolnik, O 25. mednarodnem znanstvenem srečanju slavistov v Beogradu (september 1995) (46), Vladimir Osolnik, Pismo uredniku knjižice Discover Slovenia (50), Miran Hladnik, Nekaj www-naslovov za slaviste in neslaviste (53)
  - Onkraj - Aleš Bjelčevič, Nekaj težjih reči iz Levstika (59)
  - Listek (62)
- Slava IX/2 (1995–96)
  - Akademiku prof. dr. Tinetu Logarju ob 80 letnici
  - Med besedo in besedilom - Marija Cvetek (Cvetkóva Minka), Osemdeset bohinjskih pregovorov in rekel (67)
  - Figure interpretacije - Marko Juvan (75), Marijan Dović, Potohodec: interpretacija nekaterih mitskih struktur v Zajčevi dramatiki (76), Irma Plajnšek, Voranc in Grmače ter Lorcove poetične drame (84), Bernarda Rovtar, Kalevala: finski narodni ep in Zajčeva drama (96)
  - Slovenska slovnica drugače - Vlado Nartnik, Nekaj o sklapljanju osnovnih števnikov v slovenščini (107)
  - Filologija oživljena - Peter Weiss, Novo in obnovljeno o potopiscu Benediktu Kuripečiču (111), Vlado Nartnik, Na sredi našega življenja pota (120)
  - Bibliografija - Erika Lovišček, Metka Žitko in Maja Strel, Kaj so jemali študentje slovenščine za diplomske naloge v letih 1975 do 1995 (125), Miran Hladnik, Še nekaj svetovnospletnih (www-)naslovov za humanistične potrebe (136)
  - Listek (140)
  - Onkraj - Igor Saksida, Podiplomski specialistični študij (141)
  - Letno kazalo (144)
- Slava X/1 (1996–97)
  - Zamišljam si svet - Wisława Szymborska, Obmyślam świat (4), Prevodi pesmi Wisławe Szymborske Obmyślam świat (5), Peter Svetina, Štejem, štejem, ena manjka... (O verzu pesmi Obmyślam świat Wisławe Szymborske (14), Bojana Tedorović, Snujem prevod (Pregled nekaterih prevajalskih rešitev) (17)
  - V drugi izdaji - Petra Tomažin, Ob izidu prevoda Lirike Leopolda Staffa (20), Tanja Jerman, O prevajalskih rešitvah in odstopanjih (roman Andrzeja Szczypiorskega Początek v slovenskem prevodu) (26)
  - Čas pravico ima, da se vmešava - Vlado Nartnik, Vladimir Sergejevič Solovjov - prerok naše dobe (30), Marijan Dović, Casinojevo dvigalo: Esej o dometu in mejah metafikcije (45)
  - Ti pa boš sanjal (ali filologija oživljena) - Agnieszka Będkowska, Konceptualizacija domu v języku polskim i słoweńskim. Dom oniryczny (58)
  - Z naježeno dušo kot z vrabcem na rami (ali sedma božja zapoved) - Peter Weiss, Odzadnji slovar, dve gospe in en stavek (65), Majda Vrhovnik, Politika, besedilne podatkovne zbirke in računalniki (87)
  - Svet je samo tak - Nataša Kavaš, Polonistika na Šlezijski univerzi v Katovicah (97)
  - Listek (100)
- Slava X/2 (1996–97)
  - Filologija oživljena - Marija Jež, Iz novejšega besedotvorja (103), Franja Lipovšek, Ena oblika, dva pridevnika - kdaj in kako? (120), Ljudṁila Bokal, Jezik oglaševalskih besedil (ob konkretnem primeru) (125), Emil Tokarz, Nowe języki dawnej Jugosławii (127)
  - Med besedo in besedilom - Primož Jakopin, Andreja Mausar, Kvantitativni prikaz prevoda zbirke zgodb (Lewis Carroll: Aličine prigode v Čudežni deželi) (135), Bożena Tokarz, O intertekstualności w przekładzie (143), Agnieszka Będkowska, Podoba žene v slovenskih, bolgarskih in poljskih pregovorih (151)
  - Čas pravico ima, da se vmešava - Vlado Nartnik, Sveta gora in Gorica med Cahami in Brezjami (155), Marjeta Gregorič, Rodovina Lamberg (165)
  - Art mail projekt Slava (196)
  - Listek (204)
- Slava XI/1 (1997-98)
  - Anonim - Oče, oče, oče, naš (5)
  - Anonim - Zingara (6)
  - Anonim - Je v cerknem živela gospa (7), Bila je mladenka Gizela (7)
  - Marija Pl. Berskova - Odlomki iz opere Princesa Vrtoglavka (8), Filoujev nastop (iz N°2) (8), Iz uvodnega prizora 2. dejanja: Nastop ruskega zbora (N°6) (9), Prizor Sfinge in Himere (N°9) (10), Uvodni prizor 3. dejanja: Pesem o urici (N°11) (12)
  - Lewis Carrol - Iz Rige je gospa bila (14)
  - Sor Juana ines de la Cruz - Ta, ki vanj zreš, naličena je laž (15), Zakaj me zasleduješ, svet, da sem begun? (16), Danes, ljuba, ko sva se pogovarjali (17), Temu, ki me prezira, najdem ljubico (18), Ustavi senca moje drage se, odljudna (19), Ne morem te imeti, ne pustiti (20), Ker se za Lavrino lepoto vnelo (21), Umrejo, Lavra, naj s teboj, saj ti si umrla (22)
  - Josip Ćosić - Nad glavo (23), Ženska s slike (23), Na pisalni mizi (24), Človek in senca (24)
  - Karel Jaromir Erben - Angel varuh (25)
  - Heinrich Heine - Romanje v Kevelar I (26), Romanje v Kevelar II (27), Romanje v Kevelar III (29), Lirični intermezzo 1 (30), Lirični intermezzo 7 (30), Lirični intermezzo 41 (31), Lirični intermezzo 62 (32)
  - Josef Hora - Glej, mesec pojema (33), Verzi (34)
  - Hans Kolar - Pesem (35)
  - Edward Lear - Star mož je bil, je rekel: "Ho!" (36), Bila je gospodična iz Dobrav (36)
  - Nikolaus Lenau - Trojica (37)
  - Michio Mado - Labod (39), Prijazna pokrajina (39), Zebra (40), Valovi in školjke (40), Spanec (41), Mravlja (42), Grlica (43), Živali (44)
  - Conrad Ferdinand Mayer - Napoleon v Kremlju (45)
  - Blas de otero - Živeti pravim (46), Zrasla (47)
  - Luko Paljetak - Villanella o markizi (49), Pesem o lajnarju na vogalu ulice z drevoredom, ki se zgublja v megli (50), Balada o lepi gospe in gospodu z visokim cilindrom (52), Balada o zvesti gospe, deviškem pasu in tako dalje (53)
  - Eric Oakley Parrott - Rok, prismuknjeni veslač, si reče (55)
  - Vesna Puran - Pravljica (56), Od zdavnaj (57), Iz stare pobarvanke (58)
  - Adelaide Anne Procter - Večerna pesem (59)
  - Francisco de Quevedo - Glej tu zidovje moje domovine (60), Kaj je bolj res kot revščina v življenju (61), Zakaj ta kruta bol ne da pokoja (62), Kar naj zapre poslednja senca oči (63), V prostorih duše moje tiho rana (64), V samoto sem umaknil se pustinj (65), Nekemu možu z velikim nosom (66), Smešna poroka (67), Res mogočen gospodar je gospod Denar (68)
  - Julius Levy Rodenberg - Divje rože in trnika (70)
  - Franz von Schober - Glasbi (71)
  - Emil princ zu Schönaich-Carolath - Pesem v ljudskem tonu (72)
  - Jan Skacel - Pravljica o kraljični in pavih (73), Brezen (74)
  - Josef Vaclav Sladek - Gozdni studenec (75), Osel in vol (76)
  - Stanko Vraz - Od kod modre oči? (77), Srce (78), Molči (79), Trak (80), Mavrica (81), Odmev (82)
  - Ivan Wernisch - Kje pa (83), Smrt (84), *** (85), Dober nasvet (86), Hudobni pes (87), Kanape (88)
  - Carlo Zangarini in Guelfo Civinini - Dekle z zahoda: Ch'ella mi creda (89)
  - Nekoliko pojasnila (90)
  - Še nekoliko pojasnila (92)
  - Kazalo (94)
- Slava XI/2 (1997-98)
  - Beli raj vseh možnosti - Maria Dąbrowska-Partyka: Tone Pretnar (9. VIII. 1945 - 16. XI. 1992) (101)
  - Potopisi (po poeziji) - Vladimir Osolnik: Putopisi u slovenačkim časopisima početkom XX veka (104), Joanna Pszczola: W poszukiwaniu Absolutu Duchovy pierwiastek poezji Balantiča (126)
  - Filologija oživljena - Vlado Nartnik: Časovni vidiki dveh posvetilnih sonetov Franceta Prešerna (158), Peter Svetina: Zgodba o traku s klobuka ali o Vrazovem prevodu Prešernovega soneta 'Wie der, dem alles, was er mitgenommen' (162), Vlado Nartnik: Od devojke do svete Nedelje in narobe (166)
  - Mačkapiču - Aleš Bjelčevič, Peter Svetina: Sobotna priloga 10. 2. 1996: V znanost ne vpletajmo ne ideologije ne čustev (172), Miran Hladnik: Saj ni res pa je ali Cesarjeva nova oblačila (174)
  - Z rimo v gumbnici - Igor Grdina tolmači Fischbacha, von Gilma, Goetheja, Hoisla, Höltyja, Märtensa, Princeso Vrtoglavko, Uhlanda (175)
  - Knobliana - Štiri pare kratkočasnih novih pesmi od Pavla Knobelna skovane inu Krajncam za spomin dane (181), Aleksandra Gojčič, Življenje in delo Pavla Knoblja (211), Andreja Mausar, Značilnosti Knoblovega črkopisa (213), Matej Žist, Slovarček nekaterih manj znanih izrazov (214)
  - Listek (217)
- Slava XII/1 (1998-99)
  - V siju luninega svita - Igor Grdina: V siju luninega svita ... (3)
  - Ex oriente lux - Nataša V. Maslennikova: Sv. Georgij zmagoviti, "Zeleni Jurij", "Pomladanska romanca" J. Murna Aleksandrova (semantika zmajebornega motiva) (7)
  - Filologija oživljena - Vlado Nartnik: Božična zvezda v luči dveh slovenskih ljudskih pesmi (13), Vlado Nartnik: Slovanski svetniki v odsevu štirih slovenskih ljudskih pesmi (20), Vlado Nartnik: Prešernova Zdravljica kot igra števil (23), Vlado Nartnik: K vlogi časa v besedilni gradnji Pregljeve novele Runje (30)
  - Antarktika ali relativnost normalnega - Mojca Stritar: Viki Grošelj, Antarktika (35), Jerica Meze: Povzetek k razpravi Odgovornost poezije (44), Nataša Petek: Relativnost normalnega. Aleš Čar, Igra angelov in netopirjev (47), Aleš Maver: Dušan Merc, Galilejev lestenec (50), Matjaž Zaplotnik: Veno Taufer med modernizmom in postmodernizmom (58), Vladka Kolarič, Alenka Januš: Zgradba romana Andreja Kuśniewicza Kralj obeh Sicilij (1976) v razmerju do relativizacije zgodovinske resničnosti (66)
  - Ah ti roka Boshja, koku si ti teshka - Aleksander Bjelčevič: Verz posvetnih pesmi pred Pisanicami (74)
- Slava XII/2 (1998-99)
  - Slovenska slovnica drugače - Vlado Nartnik: Pregibanje spregalnosebnih zai,kov pogovorne slovenščine med nemščino in italijanščino (77)
  - Nova slovenska kriminalka - Albina Kveder: V znamenju tigra (83), Alenka Januš: Noč v samostanu (94), Matej Žist: Košček torte po angleško (110), Jana Volk: Smrt v prahu (115)
  - Z rimo v gumbnici - Vladimir Osolnik: Nekaj misli na pot novemu pesniškemu pisanju Kolje Mičevića (122), Kolja Mičević: 1800. Prešeren. 2000. (magistrale) (123)
  - Onkraj - Tomasz Czapik: Współcześni Słowianie wobec własnych tradycji i mitów (131)
- Slava XIII/1-2 (1999-2000)
  - Peter Svetina: Vladku Nartniku (ob šestdesetletnici) (4)
  - Filologija oživljena - Vlado Nartnik: Tedni in mesci dni starih Slovanov (6), Vlado Nartnik: Pripis k besedilnemu razboru Pregljeve novele Runje (10)
  - Pravopisna premišljevanja - Alenka Gložančev: Kratek pregled slovenskega pravopisja od konca devetnajstega do konca dvajsetega stoletja (13)
  - Z rimo v gumbnici - Igor Grdina: Pesem o zemlji in drugi verzi (33), Robert Grošelj: Prevod nekaterih pesmi /.../ V. Nezvala (45), Viězslav Nezvl: Iz zbirke Nedokončená (46), Bedřich Rohan: Jajce v Tagblattu (prev. Anka Polajnar) (54), Alenka Januš: Poezija na internetu (59)
- Slava XIV/1-2 (2000/01)
  - Pravopisni Slavi za uvod (5)
  - Ljudmila Bokal: Pravopisne drobtinice (6)
  - Normativne oznake v novem slovenskem pravopisu (9)
  - Oznake neknjižno ljudsko, neknjižno pogovorno in ljudsko v novem slovenskem pravopisu (24)
  - Vladka Tucovič: Vezljivost v SP 2001 (30)
  - Urška Jarnovič: Krajšave v SP 2001 (34)
  - Peter Jurgec: Nekatera fonološka vprašanja v novem slovenskem pravopisu (45)
- Slava XV/1-2 (2001/02)
  - A. B.: Tone Pretnar (1945-1992) (5)
  - Aleš Bjelčevič: Kako je nastala Slava (7)
  - Vlado Nartnik: Iz dnevnika (7)
  - Tone Pretnar: Grafomanije in prevodi (9)
  - Z rimo v gumbnici - K. Sabina: V vodnjaku; komična opera, prevedel Igor Grdina (15), Igor Grdina: Drugi prevodi (36), Urška Jarnovič: Uganka haikuja (39), Alenka Gložančev: Slovenec Friderik Baraga - misijonar in začetnik misijonske lingvistike (52)
  - Filologija oživljena - Vlado Nartnik: Prešernova podoknica kot igra števil (62), Vlado Nartnik: Svetnik in grešnik (67), Vlado Nartnik: K razmerju med Ostrevico nepremagano Urbana Jarnika in Prešernovim prevodom Gottfried August Bürgerjeve Lenore (72)
- Slava XVI/1–2 (2002–03)
  - V Slavi ponovno o pravopisu (5)
  - I - Ljudmila Bokal: Pravopisne drobtinice (9), Normativne oznake v novem slovenskem pravopisu (9), Dodatek I. Anketni vprašalnik (21), Dodatek II. Intervju (22), Oznake neknjižno ljudsko, neknjižno pogovorno in ljudsko v novem slovenskem pravopisu (27), Vladka Tucovič: Vezljivost v SP 2001 (33), Urška Jarnovič: Krajšave v SP 2001 (37), Peter Jurgec: Nekatera fonološka vprašanja v novem slovenskem pravopisu (48)
  - II - Jože Toporišič: K študentski kritiki Slovenskega pravopisa 2001 v Slavi (66)